# Hradná dolina
Hradná dolina je chráněný areál ve správním území obce Bojná v okrese Topoľčany v Nitranském kraji. Předmětem ochrany je údolní jasanovo-olšový luh na jihovýchodním úpatí Považského Inovce.
Chráněné území s rozlohou 14,33 hektaru bylo vyhlášeno roku 2021. Leží v katastrálním území Bojná v okrese Topoľčany a překrývá se se stejnojmennou evropsky významnou lokalitou. Hlavním biotopem je údolní jasanovo-olšový luh, v němž se nachází nevelké rozlohy biotopů vysokobylinných společenstev vlhkých luk a vegetace vysokých ostřic. Z chráněných živočichů se na lokalitě vyskytují například mlok skvrnitý (Salamandra salamandra), kuňka žlutobřichá (Bombina variegata) nebo páskovec velký (Cordulegaster heros).